# Брикинский собор
Брикинский собор (Собор Святой Троицы; англ. Brechin Cathedral) — церковь Шотландской пресвитерианской церкви в Брикине, Ангус, Шотландия. Технически не является собором из-за пресвитерианской системы церковного управления. Памятник архитектуры категории А.

## История
Непосредственно к собору с юго-запада примыкает Круглая башня, построенная около 1000 года. Она имеет высоту 26 м, у основания окружность составляет 15 м, диаметр — 4,9 м. В XIV веке к башне был добавлен шестиугольный шпиль высотой 5,5 м. Такой тип башен распространён в Ирландии, но в Шотландии подобных сооружений всего две: в Брикине и Абернети в Пертшире. Качество кладки превосходит почти все ирландские образцы. Особенного внимания заслуживает характерный для таких башен узкий одинарный дверной проём, приподнятый на несколько футов над уровнем земли. На монолитной арке хорошо сохранилось Распятие.
Сам собор возведён в XIII веке в остроконечном готическом стиле. В 1806 году оригинальная средневековая постройка сильно пострадала от действий реставраторов, что впоследствии было исправлено во время другой реставрации, которая завершилась в 1902 году. Западный фронтон с ярким окном, готическая дверь и массивная квадратная башня, части (сильно усеченного) хора, колонны нефа и фонарь — всё, что осталось от первоначального здания. Современные витражи в алтаре считаются одними из лучших в Шотландии.